# Chiesa madre

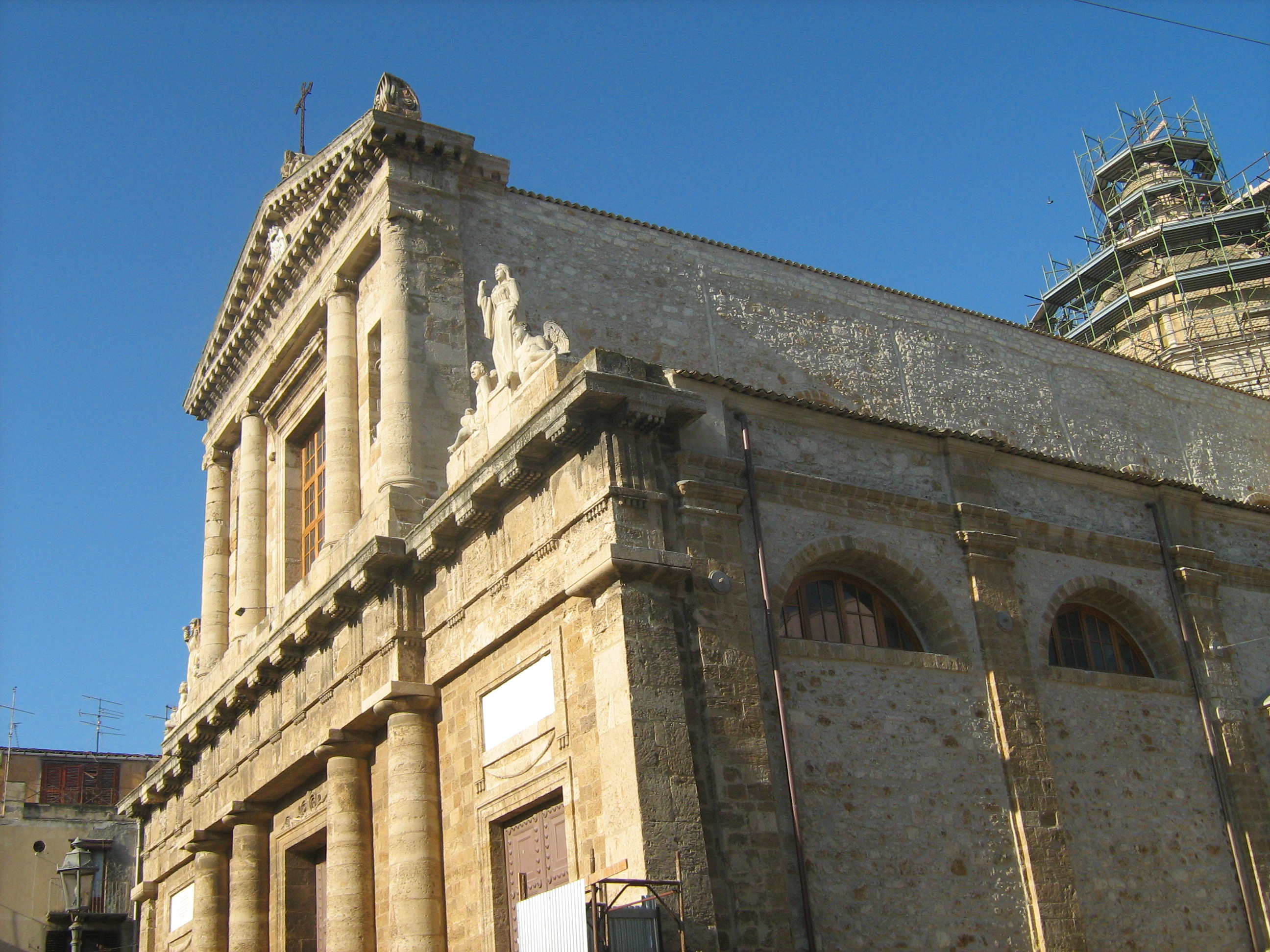
Chiesa Madre di Gela

La chiesa madre è la chiesa principale di una località e dalla quale dipendono altre chiese. Quindi la chiesa madre gode spesso di superiorità gerarchica nei confronti di queste ultime e talvolta viene definita, con lo stesso significato, chiesa matrice.

## Storia
La chiesa madre, intesa come la chiesa più importante del luogo, nel Medioevo poteva essere la pieve, detta chiesa matrice o plebana. A questa chiesa, con fonte battesimale, facevano riferimento le altre chiese prive del battistero. In seguito tali prerogative vennero attribuite alla chiesa parrocchiale. Dalla chiesa madre dipendevano quindi una o più  chiese sussidiarie.

## Descrizione
Chiesa madre o matrice è una definizione che riguarda la Chiesa cristiana come una madre nelle sue funzioni di nutrimento e protezione dei credenti ma si può anche intendere come la chiesa principale di una confessione cristiana o diocesi. La chiesa madre quindi può essere la chiesa cattedrale di una località o la sua chiesa più antica.